# Rotationsyta

Rotationsyta av en sinuskurva

En rotationsyta är den yta som uppkommer då en kurva roterar kring en annan kurva eller linje. 

## Satser

### Rotationsarea för en funktiony1(x)  vidvertikalrotation kring en horisontell linjey=c
Låt y1(x) vara definierad i ett intervall l ≤ x ≤ r, då varje y, givet av y1(x) inom intervallet, ligger helt på en och samma sida om y = c inom intervallet ges den rotationsyta som uppstår då y1(x) roterar kring y = c inom intervallet av
{\displaystyle A=2\pi \int _{l}^{r}\left|y_{1}(x)-c\right|{\sqrt {1+y_{1}^{\prime }(x)^{2}}}\,dx}

### Rotationsarea för en funktiony(x) vidhorisontalrotation kring en vertikal linjex=c
Låt y(x) vara definierad i ett intervall l ≤ x ≤ r, då varje y, givet av y(x) inom intervallet, ligger helt på en och samma sida om en horisontell linje y = c ges den rotationsyta som uppstår då y(x) roterar kring x = c inom intervallet av
{\displaystyle A=2\pi \int _{l}^{r}\left|x-c\right|{\sqrt {1+y^{\prime }(x)^{2}}}\,dx}

## Bevis

### Rotationsarea för vertikal rotation
Låt oss tänka att vi tar ett väldigt litet bågelement Δp av kurvan y₁(x). Eftersom detta bågelementet är väldigt litet så kan vi hantera det som en kort linje med längden av Δp. Vi låter nu Δp rotera kring y = c(x) och får då en cylinder med höjden Δp, Mantelarean av denna cylinder är den rotationsarea som Δp ger upphov till. Mantelarean av en cylinder kan skrivas som 2πrh, där h är höjden och r är radien. 
I vårt fall är radien Δp`s avstånd till y = c och Δp's avstånd till y = 0 ges av y₁(x), således är radien på Δp`s cirkelväg.
{\displaystyle \left|y_{1}(x)-c\right|}.
Höjden på cylindern är längden av Δp, således har vi nu ett uttryck för mantelarean på den cylinder som Δp ger upphov till vid rotation kring y = c.
{\displaystyle A_{\text{mantel}}=2\pi \left|y_{1}(x)-c\right|\cdot \Delta p}.
Båglängden av bågelementet Δp kan skrivas som
{\displaystyle \Delta p={\sqrt {1+y_{1}^{\prime }(x)^{2}}}\,dx}
Således har vi nu 
{\displaystyle A_{\text{mantel}}=2\pi \left|y_{1}(x)-c\right|{\sqrt {1+y_{1}^{\prime }(x)^{2}}}\,dx}
Eftersom vi vill ha rotationsytan för hela y₁(x) så summerar vi rotationsytan för alla små bågelement Δp utmed y₁(x), då vi låter y₁(x) vara definierat i något intervall l ≤ x ≤ r får vi
{\displaystyle A=\int _{l}^{r}2\pi \left|y_{1}(x)-c\right|{\sqrt {1+y_{1}^{\prime }(x)^{2}}}\,dx}
Sedan är det bara att bryta ut 2π ur integralen för att få den slutliga formeln
{\displaystyle A=2\pi \int _{l}^{r}\left|y_{1}(x)-c\right|{\sqrt {1+y_{1}^{\prime }(x)^{2}}}\,dx}

### Rotationsarea för horisontell rotation
Låt oss tänka att vi tar ett väldigt litet bågelement Δp av kurvan y1(x). Eftersom detta bågelementet är väldigt litet så kan vi hantera det som en kort linje med längden av Δp. Vi låter nu Δp rotera kring x = c och får då en cylinder med höjden Δp, Mantelarean av denna cylinder är den rotationsarea som Δp ger upphov till. Mantelarean av en cylinder kan skrivas som 2πrh, där h är höjden och r är radien. 
I vårt fall är radien Δp`s avstånd till x = c och Δp`s avstånd till x = c ges av |x - c|, således är radien på Δp`s cirkelväg
{\displaystyle \left|x-c\right|}
Höjden på cylindern är längden av Δp, således har vi nu ett uttryck för mantelarean på den cylinder som Δp ger upphov till vid rotation kring x = c
{\displaystyle A_{\text{mantel}}=2\pi \left|x-c\right|\cdot \Delta p}
Båglängden av bågelementet Δp kan skrivas som
{\displaystyle \Delta p={\sqrt {1+y_{1}^{\prime }(x)^{2}}}\,dx}
Således har vi nu 
{\displaystyle A_{\text{mantel}}=2\pi \left|x-c\right|{\sqrt {1+y_{1}^{\prime }(x)^{2}}}\,dx}
Eftersom vi vill ha rotationsytan för hela y1(x) så summerar vi rotationsytan för alla små bågelement Δp utmed y1(x), då vi låter y1(x) vara definierat i något intervall l ≤ x ≤ r får vi
{\displaystyle A=\int _{l}^{r}2\pi \left|x-c\right|{\sqrt {1+y_{1}^{\prime }(x)^{2}}}\,dx}
Sedan är det bara att bryta ut 2π ur integralen för att få den slutliga formeln
{\displaystyle A=2\pi \int _{l}^{r}\left|x-c\right|{\sqrt {1+y_{1}^{\prime }(x)^{2}}}\,dx}

## Exempel

### Vertikal rotation

#### Fråga
Vilken area har den yta som uppkommer då y(x) = x³, i intervallet 0 ≤ x ≤ 1, roterar kring den horisontella linjen y = 0?

#### Lösning
Vi använder satsen för vertikal rotation:
{\displaystyle A=2\pi \int _{l}^{r}\left|y_{1}(x)-y_{2}(x)\right|{\sqrt {1+y_{1}^{\prime }(x)^{2}}}\,dx}
I vårt fall är: 
{\displaystyle y_{1}(x)=x^{3}}
{\displaystyle y=c=0}
{\displaystyle l=0}
{\displaystyle r=1}
Vi får således:
{\displaystyle A=2\pi \int _{0}^{1}\left|x^{3}\right|{\sqrt {1+((x^{3})^{\prime })^{2}}}\,dx}
x³ är alltid positivt mellan 0 och 1, således behöver vi inte ha absolutbeloppet av x³. Derivatan, med avseende på x, av x³ är 3x² och (3x²)² = 9x⁴ således har vi nu:
{\displaystyle A=2\pi \int _{0}^{1}x^{3}{\sqrt {1+9x^{4}}}\,dx}
Integrerar och får:
{\displaystyle A=2\pi \left[{\frac {(1+9x^{4})^{\frac {3}{2}}}{54}}\right]_{0}^{1}=2\pi {\frac {10^{\frac {3}{2}}-1}{54}}=2\pi {\frac {{\sqrt {1000}}-1}{54}}}
Svar: Arean på ytan som uppkommer är {\displaystyle \scriptstyle {2\pi {\frac {{\sqrt {1000}}-1}{54}}}} areaenheter.